# Chung Kuo, Cina
Chung Kuo, Cina is een Italiaanse documentaire uit 1972 onder regie van Michelangelo Antonioni.

## Verhaal
Een documentaire in drie delen over China. In het eerste deel wordt de kijker door Peking geleid. We zien de oude stad, een katoenfabriek en een kraamafdeling waar keizersnedes worden uitgevoerd door middel van acupunctuur. In het tweede deel zien we een kanaal en een boerderij in de provincie Honan. Er zijn ook beelden van de oude stad Tsjeng-tsjow. In het derde deel wordt de haven van Shanghai in beeld gebracht.

## Rolverdeling
- Giuseppe Rinaldi: Vertelstem